# Januario Henao
Januario Henao Álvarez (Sonsón, 1850-Sopetrán, 1912) fue un escritor y profesor colombiano.

## Biografía
Nació el 20 de febrero de 1850 en la localidad de Sonsón. Escritor y profesor, falleció el 13 de diciembre de 1912 en Sopetrán. Entre sus obras se encontraron títulos como Tratado de puntuación y acentuación castellanas (1907) y Cuentos y cantares antioqueños.